# Walter Henry Medhurst
Walter Henry Medhurst (Londres, 29 de abril de 1796 - Londres, 24 de enero de 1857) fue un misionero inglés congregacionalista en China. Fue uno de los primeros traductores de la Biblia en lengua china.

## Primeros años
Su padre era un hostelero en Ross-on-Wye, Herefordshire. Fue educado en St Paul's School, en Londres. De joven Medhurst aprendió el negocio de la impresión y tipografía en el Gloucester Heraldo. Se interesó en misiones cristianas partiendo en 1816 para unirse a la Sociedad Misionera de Londres en Malaca, el cual estaba destinado para ser un gran centro de impresión. En el camino,  llamó a Madras donde, en poco menos de tres meses,  conoció a la Señora Elizabeth Braune, née Martin (1794–1874), casándose con ella el día antes de que partiera a Malaca.
Una vez llegó, Medhurst rápidamente se hizo competente en malayo, en el conocimiento de los caracteres escritos en chino, y en el uso coloquial de más de uno de sus dialectos.
Medhurst fue ordenado por William Charles Milne en Malaca el 27 de abril de 1819, y se comprometió en trabajos misioneros, primero en Penang, y luego en Batavia, donde la iglesia que él fundó funciona hoy como All Saints Yakarta y el orfanato que creó, sigue existiendo hoy. Cuándose concluyó la paz en China en 1842, se trasladó a Shanghái donde fundó la (London Missionary Society Press junto con Dr. William Lockhart, y más tarde se unió a Joseph Edkins, y William Charles Milne. Allí  continuó hasta 1856, sentando las bases de una misión exitosa.

## Versión de delegados de la Biblia

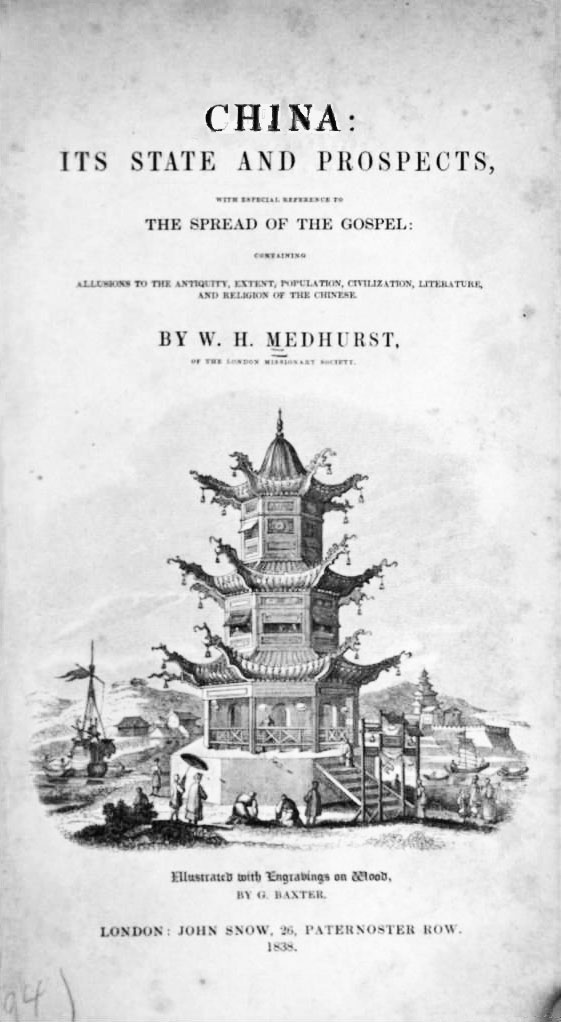
Libro de Medhurst sobre China inspiró a muchos a convertirse en misioneros, incluyendo Hudson Taylor.

La principal labor de Medhurst durante varios años, fue la de dirigir el comité de delegados, el cual creó la Versión de Delegados de la Biblia. En 1840, un grupo de cuatro personas (Walter Henry Medhurst, John Stronach, Elijah Coleman Bridgman, y William Charles Milne) cooperaron para traducir la Biblia al chino.
La traducción de la parte de lengua hebrea fue hecha mayoritariamente por Gutzlaff de la Sociedad Misionera Holandesa, con la excepción del Pentateuco y el libro de Josué, que fueron hechos colectivamente por el grupo. La traducción inicial de Gutzlaff, completada en 1847 es conocido debido a su adopción por el líder campesino revolucionario Hong Xiuquan de la Rebelión Taiping como algunas de las doctrinas tempranas reputadas de la organización.
La traducción del Nuevo Testamento fue finalizado en 1850 y del Antiguo Testamento en 1853, escrito en una versión del chino Clásico. Con John Stronach, y la ayuda de Wang Tao, Medhurst más tarde tradujo el Nuevo Testamento al dialecto de mandarín de Nanking.

## Libros significativos
Medhurst también produciría una traducción china del Libro de Oración Común, publicado en Hong Kong en 1855.
Sus diccionarios chino-inglés e inglés-chino (cada uno de 2 volúmenes.) siguen siendo valiosos, y a él el público británico debe su comprensión de la enseñanza de Hong Xiuquan, el líder de la Rebelión Taiping (1851–64).
Medhurst fue un prolífico escritor, traductor, y editor.  La siguiente lista es incompleta. En reconocimiento de estos libros eruditos, en 1843 Universidad de Nueva York le confirió el grado honorario de D.D.

## Muerte y memorial
Medhurst dejó Shanghái en 1856, en salud fallida. Murió dos días después de llegar a Londres, el 24 de enero de 1857 y fue enterrado en el congregaciones no-denominacional Abney Park Cemetery donde su monumento del obelisco de piedra blanco todavía se puede ver hoy.
Su hijo, Señor Walter Henry Medhurst (1822–1885), fue cónsul británico en Hankow y después en Shanghái.  Su necrológica estuvo publicada en las Noticias del Londres Ilustrado de 9 de enero de 1886.

## Trabajos
- A Dictionary of the Hok-këèn Dialect of the Chinese Language: According to the Reading and Colloquial Idioms: Containing about 12,000 Characters. Macau: East India Press. 1832. OCLC 5314739.
- China: its state and prospects, with special reference to the spread of the gospel; containing allusions to the antiquity, extent, population, civilization, literature, and religion of the Chinese. Boston: Crocker & Brewster. 1838. OCLC 5314739.
- Medhurst, W. H. (1848). English and Chinese Dictionary. Shanghae (Shanghai): Mission Press. OCLC 6590623.
- Medhurst, W. H. [Walter Henry 1823- 1876 - hijo de Walter Henry el tema de este artículo] (1872). Medhurst, W. H. [Walter Henry 1823- 1876 - son of Walter Henry the subject of this article] (1872). The Foreigner in far Cathay. London: Edward Stanford. Archivado desde el original el 16 de febrero de 2012. Consultado el 28 de mayo de 2017.
  - Medhurst, W. H. [Walter Henry 1823- 1876 - son of Walter Henry the subject of this article] (1873). The Foreigner in far Cathay. New York: Scribner, Armstrong and company. OCLC 1738495.